# Dezaszpidin
A dezaszpidin (INN: desaspidin) kristályos anyag. Jól oldódik éterben, benzolban, acetonban. Gyakorlatilag oldhatatlan metil- és etil-alkoholban.
A természetben is előfordul néhány növényben, pl. a Dryopteris argutában. Az 1950-es évek óta tanulmányozzák a foszforilációt gátló hátását kloroplasztiszokban.
Féregűző gyógyszerként alkalmazzák galandféreg ellen.
LD50-értéke egerekben szájon át 340 mg/kg.

## Készítmények
- Rosapin[6]

Magyarországon nincs forgalomban.